# Камени мост у Кнажевцу
Камени мост је најстарији  књажевачки мост налази се у центру вароши и спаја улицу Књаза Милоша и Три ослобођења.

## Историјат
Камени мост је изградио 1913. године, инжињер Боривоје Раденковић на  месту дотадашњег дрвеног моста. Распон моста је 30 метара, а у време подизања био је први и највећи мост од адмираног бетона у Србији. До електрофункције половином двадесетих година 20.века, красила га је ограда са фењерима коју су осветљавали варош. 
Реконструисан је и проширен 1985. године. Налази се у самом центру града поред робне куће „Београд.” Мост је данас један од симбола града Књажевца и предмет је интересовања ликовних уметника и фотографа.